# محمد جلال الصائغ
محمد جلال الصائغ (3 أبريل 1974 -) هو شاعر عراقي، ولد في مدينة الموصل. عضو في الاتحاد العام للأدباء والكتاب في العراق.

## بدايته
بدأ بكتابة الشعر في عمر مبكر ونشر اولى قصائده في جريدة الحدباء الموصلية في العام 1995 ثم توالى النشر في العديد من المجلات والجرائد العراقية والعربية ومنها (نينوى، الزمن، الاتجاه الآخر، أم الربيعين، الموقف الأدبي /سوريا، الرافد/إمارة الشارقة) ونشر في العديد من المواقع الإلكترونية.

## شعره
1- قصائد تحترف العشق (1998)
2- كتابات وردية في زمن رمادي (1999)
3- متسع لحبٍ آخر (2018)
4- هناك حيث نموت (2019)
5- نبيذ فستانها الأحمر (2022)
شارك في العديد من المهرجانات الشعرية ومنها
1- مهرجان أبي تمام الرابع 
2- مهرجان الجواهري التاسع 
3- مهرجان المحبة
4- مهرجان جماعة كركوك الأول
5- مهرجان الكميت الثقافي الخامس 
6- مهرجان أبي تمام الخامس للشعر العربي 
7- مهرجان نينويون 
8- مهرجان الحبوبي الدولي السادس 8
9- مهرجان أبي تمام السادس للشعر العربي 9